# Pontos quânticos de carbono

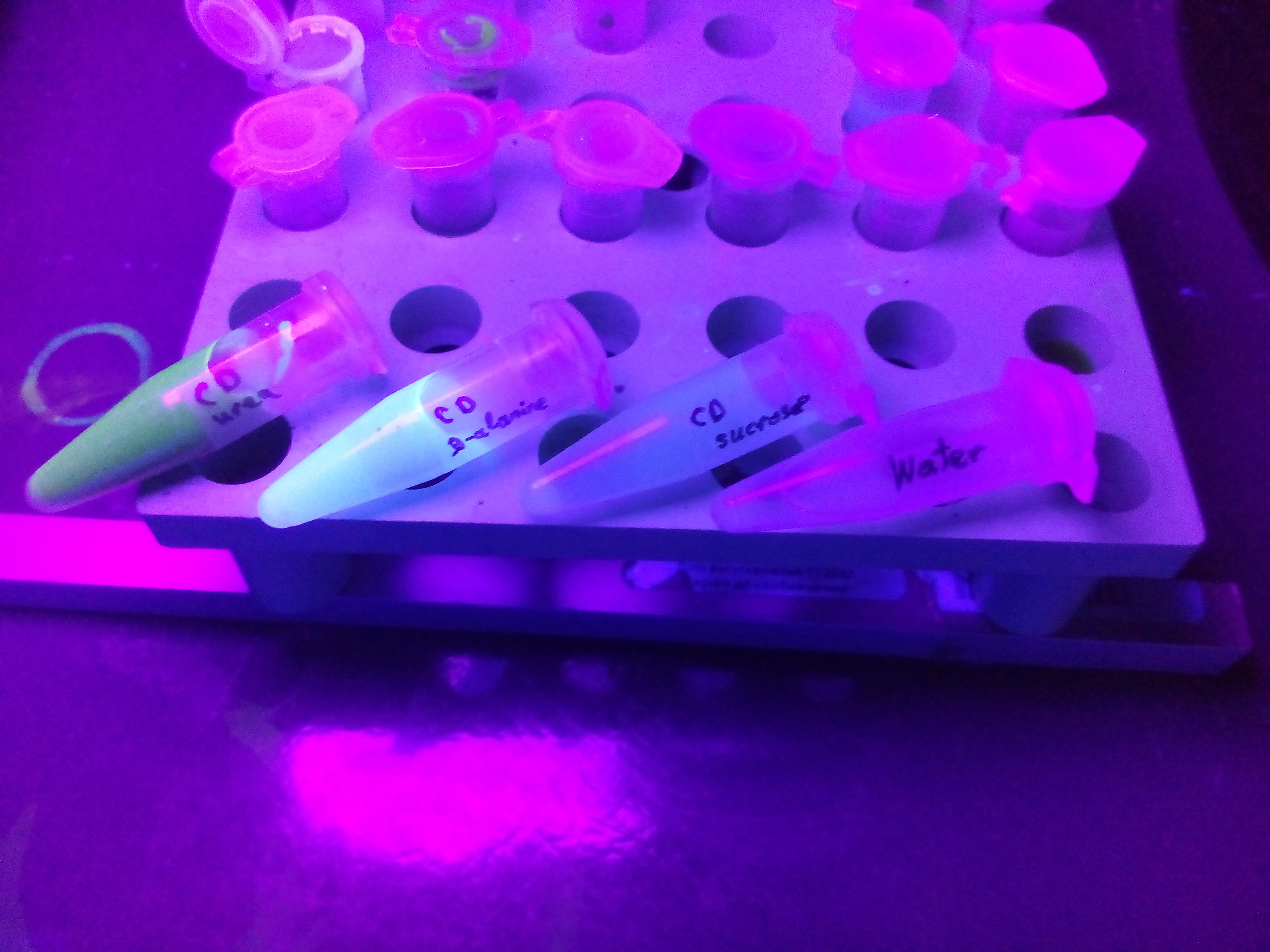
Pontos quânticos de carbonos preparados a partir de diferentes precursores: ureia, alanina e sacarose. Em comparação, o ultimo mais a direita contem apenas água.

Pontos quânticos de carbono ou CQDs, do inglês carbon quantum dots, são, como o próprio nome informa, pontos quânticos montados a partir de estruturas contendo majoritariamente átomos de carbono. Esses materiais apresentam excelentes características de biocompatibilidade, controle de emissão de luz e de absorção de multifótons.
Comparados com nanocristais inorgânicos ou QDs,do inglês Quantum Dots, os nanocristais orgânicos, CQDs, estão a emergir como um novo tipo de nanomaterial fotoluminescente que oferece atributos semelhantes, como o pequeno tamanho inferior de 10 nm, emissão de luminescência dependente do comprimento de onda, resistência a fotodegradação e a facilidade de bioconjugação. Entretanto, os CQDs têm se mostrado como uma viável alternativa aos tradicionais QDs por empregarem rotas sintéticas de baixo custo e menos exaustivas, estabilidade coloidal a longo prazo, abundância elementar e baixa toxicidade ambiental e biológica. Além disso, por possuir versátil modificação superficial a partir da presença de grupos de superfície, boa solubilidade em solventes polares e extensa absorção óptica em todo o comprimento de onda visível e regiões próximas ao infravermelho tornam os CQDs sensibilizadores potencialmente úteis para diversas aplicações como dispositivos fotovoltaicos sensores e fotocatálise.
Atualmente os pontos quânticos de carbono podem ser divididos em três tipos a partir da sua estrutura, são eles: Pontos quânticos de grafeno (do inglês Graphene Quantum dots, que apresentam o grafeno como estrutura do ponto quântico), Ponto de polímero (do inglês Polymer dots, que apresentam um complexo polimérico como estrutura) e os Pontos quânticos de carbono nanoestruturado (do inglês Carbon nanodots, que não apresentam uma estrutura definida de carbono para o ponto quântico).

## Descoberta
Os pontos quânticos de carbono carbono foram descobertos ao acaso por Xiaoyou Xu e seus colaboradores durante um experimento de purificação de nanotubos de carbono de parede única em 2004. Os pontos quânticos foram encontrados devido à presença de uma fluorescência durante essa purificação. Quando essas estruturas fluorescentes foram analisadas por microscopia de força atômica (AFM), foi confirmada a existência dessas estruturas nanométricas de carbono.

## Síntese
Os métodos desenvolvidos podem ser classificados em dois tipos de acordo com os precursores utilizados, isto é, métodos top-down e métodos bottom-up. Nos métodos top-down, os CQDs são preparados a partir de precursores de carbono maiores, tais como diamante, grafite, nanotubos de carbono e óxido de grafite. Já nas abordagens bottom-up os CQDs são sintetizados a partir de precursores moleculares, como ácido cítrico, glicose e resina, que podem adicionalmente, ser purificados por meio de centrifugação, diálise, eletroforese, ou outra técnica de separação.
No entanto, é importante ressaltar, que a necessidade de complicadas condições de síntese como tempo, consumo de energia, matérias-primas caras e/ou instrumentos, dificulta a preparação de grandes quantidades de CQDs com qualidade adequada. Essa situação é mais acentuada quando se aplica as abordagens top-down. Por outro lado, as abordagens bottom-up permitem a preparação de nanoestruturas com menos defeitos e composições químicas mais homogêneas

## Propriedades
Considerada uma das características mais fascinantes de CQDs por causa do seu extenso campo em aplicações, as suas propriedades de fotoluminescência possuem uma interessante característica de dependência do comprimento de onda de emissão e da intensidade com o comprimento de onda de excitação. Especula-se que as propriedades de fotoluminescência dos CQDs sejam atribuídas pelo efeito quântico devido aos diferentes tamanhos de partículas, diferentes armadilhas emissivas na superfície e pela recombinação radiativa de éxcitons. Até o momento, um entendimento sobre o mecanismo exato de luminescência dos CQDs ainda são controversos e mais esclarecimentos tornam-se necessários. Similarmente, a intensidade de luminescência CQDs pode ser atribuída à influência de grupos funcionais usados para a passivação da superfície. Embora pouco compreendido, tal efeito parece estar relacionado com o método de síntese.
Outra propriedade que torna os CQDs tão atrativos é a fotoestabilidade química destes nanomateriais. Esta propriedade é de grande importância uma vez que reações fotoquímicas nas soluções aquosas de CQDs estocadas podem ocorrer. Por esta razão, confere aos CQDs diversas aplicações, tais como sensores químicos ou bioimagem. 
Os CQDs são excelentes doadores e receptores de elétrons. Esta propriedade de transferência de elétrons fotoinduzida deve oferecer novas oportunidades no uso de CQDs para a conversão de energia luminosa e em aplicações relacionadas, além de contribuir para a elucidação do mecanismo de fotoluminescência.

## Aplicações

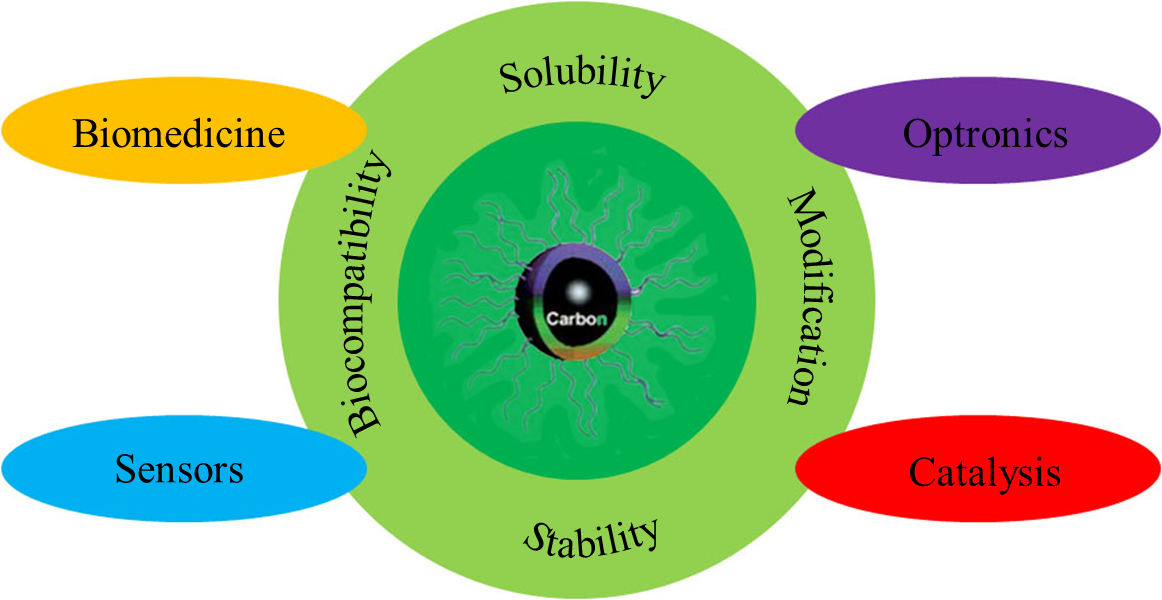
Exemplificação, em inglês, da gama de possibilidades onde os pontos quânticos de carbono podem ser inseridos.

### Células solares
As principais aplicações desses dispositivos fotovoltaicos estão no desenvolvimento de células solares de baixo custo e de alto desempenho. 
A fotocatálise é muito importante para as questões ambientais e energéticas atuais por oferecer uma tecnologia "verde" para a degradação de diversos tipos de contaminantes, principalmente para alguns azo corantes, a partir da utilização da energia pela luz solar. Um fotocatalisador perfeito deve possuir não somente um gap ( ou bandgap, é uma região sem elétrons) na sua banda de valência adequado para fornecer elétrons energéticos com eficiente separação das cargas, migração e inibição a processos de corrosão, mas também um bandgap suficientemente pequeno para permitir a eficiente sobreposição e absorção do espectro solar para utilização eficiente da energia solar. Em especial, os nanomateriais de carbono têm atraído muita atenção no campo fotocatalítico por exibir propriedades fotofísicas ou químicas abundantes como transferência eletrônica fotoinduzida, propriedade redox além da forte luminescência. Além disso, a fotoestabilidade, a possibilidade de controle de tamanho dos CQDs, comprimentos de onda de emissões ajustáveis do infravermelho ao azul e propriedades de conversão ascendentes de energia podem permitir a construção de CQDs sensíveis na região do infravermelho em um sistema complexo fotocatalítico, o que os torna candidatos promissores como fotocatalisadores.

### Bio-imagens
Os CQDs são utilizados como sondas fluorescentes em bio-imagem devido a um conjunto de propriedades vantajosas, como boa biocompatibilidade, baixa toxicidade e superfícies que podem ser facilmente modificadas. Essas características permitem a sua aplicação tanto em ambientes de laboratório (in vitro) quanto em organismos vivos (in vivo).
No contexto in vitro, os CQDs podem ser projetados para visualizar células específicas. Por exemplo, ao ligar moléculas de ácido fólico à sua superfície, os CQDs (FA-CQDs) conseguem se conectar a receptores presentes em células de câncer de mama (MCF-7), emitindo uma fluorescência mais intensa e permitindo distingui-las de células saudáveis. Além disso, eles são precisos o suficiente para iluminar componentes internos da célula (organelo). Certos CQDs dopados com nitrogênio (N-CQDs) podem se acumular no núcleo celular, permitindo que cientistas observem processos como a mitose (divisão celular). Outros podem ser direcionados para as mitocôndrias, ajudando a monitorar a saúde celular e a estudar diversas doenças.
Para bio-imagens de organismos vivos (in vivo), os CQDs com emissão de luz na região espectral do infravermelho próximo (NIR) são particularmente promissores. Ao contrário da luz visível, a luz NIR tem a capacidade de penetrar mais profundamente nos tecidos biológicos com menor interferência. Isso ocorre por duas razões principais: os tecidos do corpo absorvem e espalham menos a luz NIR, e a fluorescência de fundo natural do próprio organismo (autofluorescência) é significativamente mais baixa nessa faixa espectral. O resultado é a obtenção de imagens mais nítidas, com melhor contraste e maior profundidade. Um exemplo prático é o uso de CQDs derivados de melancia, que possuem emissão na faixa NIR-II e foram usados para obter imagens ópticas de alta qualidade em camundongos vivos. Essa mesma propriedade também possibilita o desenvolvimento de terapias guiadas por imagem, como a terapia fototérmica (PTT), na qual os CQDs absorvem a luz de um laser NIR para gerar calor e destruir células tumorais.

### Entrega de medicamentos e transferência de genes
Os CQDs também são utilizados no campo da administração de medicamentos e da transferencia de genes. Por exemplo, o ácido fólico modificou os CQDs por reações de condensação de amidas para o reconhecimento de células cancerígenas, o que forneceu uma via eficaz para desenvolver triagem celular e diagnóstico de doenças. Outra modificação típica é por polietilenina (PEI). Como a superfície potencial dos CQDs, modificados por PEI, foi positiva, eles podem absorver o DNA negativo para transferência de genes. Liu e cols. avaliaram a capacidade de transporte dos CQDs e descobriram que eles não apenas tinham capacidade de transferência de DNA, mas também tinha propriedade de fluorescência para exibir a distribuição do DNA do plasmídeo durante o processo de transferência e fornecer informações detalhadas para pesquisas de funções fisiológicas do DNA do plasmídeo.
Lai et al prepararam, uma modificação com polietileno glicol (PEG) e implementou o carregamento e a entrega de doxorrubicina (DOX). Imagens de fluorescência exibiram o processo de liberação de doxorrubicina nas células. O citoplasma exibiu principalmente fluorescência verde dos CQDs. A fluorescência vermelha do DOX pode ser observada no núcleo. Indicou que o DOX entra nas células e depois é liberada no núcleo para o tratamento.

### Detectores
Uma aplicação interessante dos CQDs está no campo da detecção. Uma grande variedade de sensores biológicos/químicos foi desenvolvida com base nas propriedades de fluorescência e de superfície dos grupos funcionais do CQD, como a detecção de Hg2+ e tióis biológicos. Hg2+ poderia reestruturar os elétrons e orifícios dos CQDs e extinguir sua fluorescência. No entanto, os tióis tem uma forte capacidade de coordenação com Hg2+, fazendo com que a fluorescência dos CQDs seja restaurada, percebendo a Detecção "desligada" de Hg2+ e detecção "ativada" de tióis.

## No Brasil
Há múltiplas pesquisas que contemplam desde a síntese ate as mais diversas aplicações envolvendo pontos quânticos de carbono no Brasil. Como por exemplo, pesquisadores do estado do Ceará conseguiram sintetizar pontos quânticos de carbono a partir de de uma polpa comercial da fruta de cajá.Outro exemplo, encontrado no Distrito federal, é a utilização da turfa para realizar a síntese dos pontos quânticos de carbono, a turfa foi escolhida devido ao baixo custo de aquisição da matéria prima, da baixa toxicidade e da boa biocompatibilidade. Em 2017, pesquisadores do estado de Minas gerais utilizaram pontos quânticos de carbono sintetizados nas universidades como sensor de Cr(IV) em água e óleo.